# Кашибо (язык)
Кашибо (Cachibo, Cacibo, Cahivo, Cashibo-Cacataibo, Caxibo, Hagueti, Managua) — язык, на котором говорит народ кашибо на реках Агуайтия, Сан-Алехандро, Сунгаро в Перу. Относится к паноанской языковой семье. Делится на марискальский, синчи-роканский и кашибо диалекты. Кашибо является официально признанным языком (Конституция 1993 года, статья 48).
Алфавит на основе латиницы. Утверждён властями Перу в 2015 году: A a, B b, Ch ch, E e, Ë ë, K k, I i, M m, N n, Ñ ñ, P p, U u, S s, Sh sh, X x, T t, Ts ts, O o, R r.